# アニメ・漫画ファンダム
アニメ・漫画ファンダム（アニメ・まんがファンダム、英: Anime and manga fandom）は、日本のアニメや漫画ファンの世界的なコミュニティ。「アニメ」にはアニメーション・シリーズ、映画、ビデオが含まれ、「漫画」には、漫画、グラフィックノベル、イラスト、関連アートが含まれる。それらは日本の娯楽を発祥としているが、1990年代に西洋に紹介されて以来、そのスタイルと文化は世界中に拡大している。
アニメや漫画は、多くの若者に日本の文化を学ばせており、アニメファンコミュニティは、実際にそれを行うことを推奨している。ファン達はアニメや漫画からしばしば日本の敬語を学ぶ。デル・レイ・マンガやGo! Comiなどは、上手く翻訳できない敬語や言葉や概念を説明するための注釈を設けている。